# Тиргу-Нямц
Тиргу-Нямц (рум. Târgu Neamț) — місто у повіті Нямц в Румунії. Адміністративно місту підпорядковані такі села (дані про населення за 2002 рік):
- Блебя (733 особи)
- Хумулешть (3659 осіб)
- Хумулештій-Ной (510 осіб)

Місто розташоване на відстані 308 км на північ від Бухареста, 30 км на північ від П'ятра-Нямца, 93 км на захід від Ясс. На околиці міста розташована фортеця Нямц.

## Населення
За даними перепису населення 2002 року у місті проживали 20 496 осіб.
Національний склад населення міста:
| Національність   | Кількість осіб | Відсоток |
| ---------------- | -------------- | -------- |
| румуни           | 20152          | 98,3%    |
| цигани           | 302            | 1,5%     |
| угорці           | 12             | 0,1%     |
| євреї            | 12             | 0,1%     |
| греки            | 3              | < 0,1%   |
| італійці         | 3              | < 0,1%   |
| українці         | 2              | < 0,1%   |
| німці            | 2              | < 0,1%   |
| росіяни-липовани | 1              | < 0,1%   |
| турки            | 1              | < 0,1%   |

Рідною мовою назвали:
| Мова             | Кількість осіб | Відсоток |
| ---------------- | -------------- | -------- |
| румунська        | 20225          | 98,7%    |
| циганська        | 241            | 1,2%     |
| угорська         | 15             | 0,1%     |
| італійська       | 3              | < 0,1%   |
| російська        | 2              | < 0,1%   |
| українська       | 1              | < 0,1%   |
| турецька         | 1              | < 0,1%   |
| грецька          | 1              | < 0,1%   |
| єврейська (їдиш) | 1              | < 0,1%   |

Склад населення міста за віросповіданням:
| Релігія            | Кількість осіб | Відсоток |
| ------------------ | -------------- | -------- |
| православні        | 20018          | 97,7%    |
| старообрядці       | 78             | 0,4%     |
| римо-католики      | 58             | 0,3%     |
| бретрени           | 54             | 0,3%     |
| адвентисти         | 31             | 0,2%     |
| баптисти           | 18             | 0,1%     |
| юдеї               | 12             | 0,1%     |
| мусульмани         | 4              | < 0,1%   |
| лютерани           | 3              | < 0,1%   |
| реформати          | 2              | < 0,1%   |
| п'ятдесятники      | 2              | < 0,1%   |
| греко-католики     | 2              | < 0,1%   |
| не релігійні       | 1              | < 0,1%   |
| не вказали релігію | 4              | < 0,1%   |

## Зовнішні посилання
- Дані про місто Тиргу-Нямц на сайті Ghidul Primăriilor [Архівовано 7 вересня 2012 у Wayback Machine.]